# Trybsz
Trybsz (slowakisch Tribš, ungarisch Újterebes oder Tribs; deutsch Treibs oder Trips) ist eine Ortschaft mit einem Schulzenamt der Gemeinde Łapsze Niżne im Powiat Nowotarski der Woiwodschaft Kleinpolen in Polen.

## Geographie
Der Ort liegt am Bach Trybska Rzeka unterhalb der Pieninen.

Karte der Polnischen Zips
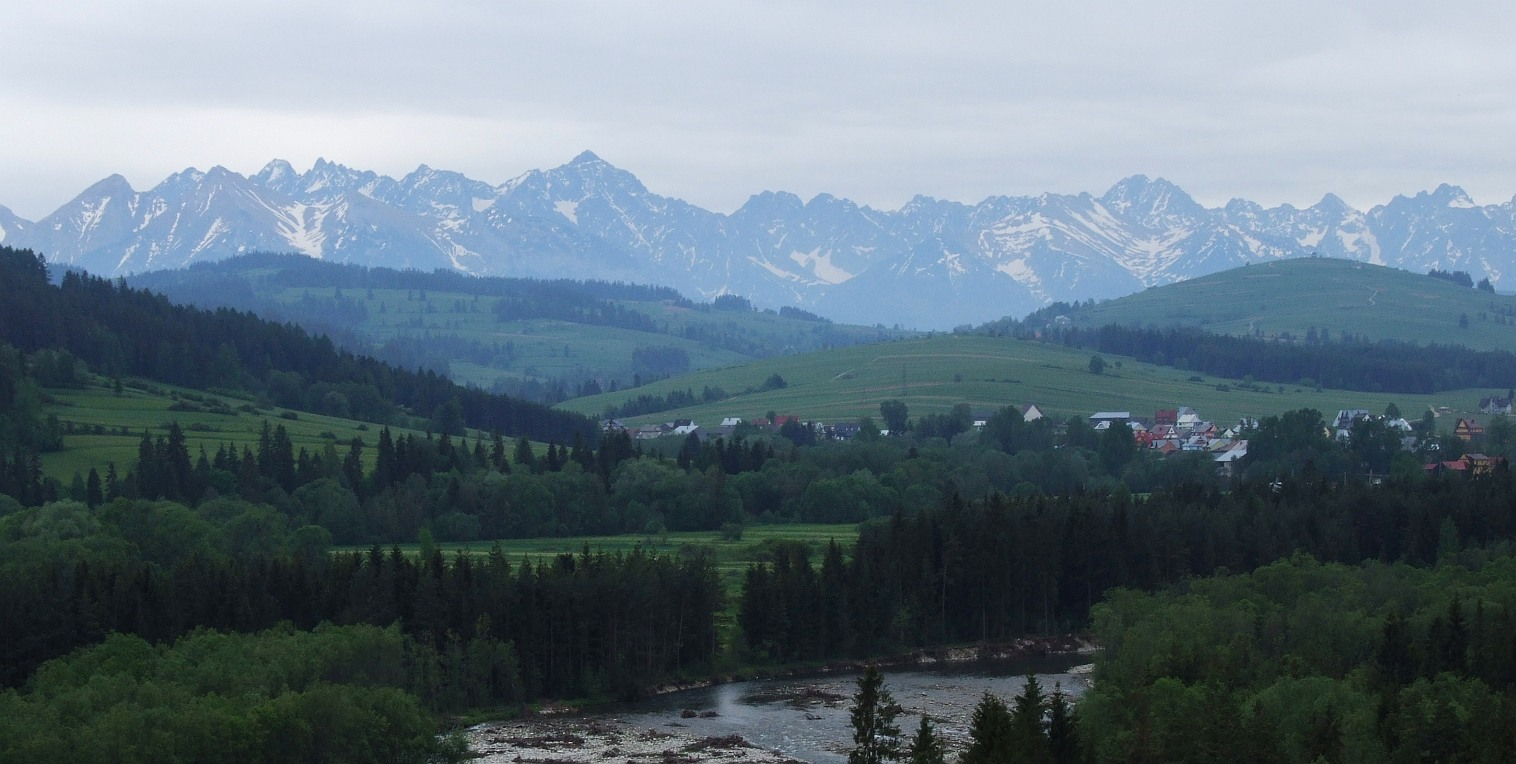
Ortsansicht

## Geschichte
Trybsz ist eines der vierzehn Dörfer in der Polnischen Zips.
Der Ort wurde von Bewohnern von Frydman begründet. Der Name ist deutschsprachiger Herkunft: vom mittelhochdeutschen am treibes (siehe Almauftrieb) und durch *Trīb(e)s (Änderung ei > ē > ī; sekundär Trybsz > Trybrze mit Ausgleich zum polnischen Ortsnamen mit dem Suffix -e). Er gehörte zu den Gütern von Niedzica. Zwischen den Jahren 1589 und 1594 verkaufte Albrecht Łaski das Dorf Trepsia/Trepschya an die Familie Horváth. Bis 1769 gehörte es der Pfarrei Frydman an, dann wurde es eine unabhängige Pfarrei.
Im 19. Jahrhundert wurde Slowakisch die Sprache der Kirche und der Schule, aber die lokalen Goralen sprachen Goralisch, einen polnischstämmigen Dialekt, der in den ungarischen Volkszählungen im Gegensatz zu den goralischen Dörfern der Arwa immer als Slowakisch betrachtet wurde. Später wurde eine Politik der Magyarisierung betrieben.
1918, nach dem Ende des Ersten Weltkriegs und dem Zusammenbruch der k.u.k. Monarchie, wurde das Dorf Teil der neu entstandenen Tschechoslowakei. In Folge der tschechoslowakisch-polnischen Grenzkonflikte im Zips-Gebiet wurde der Ort 1920 der Zweiten Polnischen Republik zugesprochen. Zwischen den Jahren 1920 und 1925 gehörte er zum Powiat Spisko–Orawski, ab 1. Juli 1925 zum Powiat Nowotarski. Im Jahre 1921 hatte die Gemeinde 118 Häuser mit 542 Einwohnern, davon alle römisch-katholisch, 540 Polen, 2 anderer Nationalität.
Von 1939 bis 1945 wurde das Dorf ein Teil des Slowakischen Staates.
Von 1975 bis 1998 gehörte Trybsz zur Woiwodschaft Nowy Sącz.

## Sehenswürdigkeiten
- Alte Holzkirche, angeblich gebaut 1567
- Neue gemauerte Kirche, gebaut 1900–1905

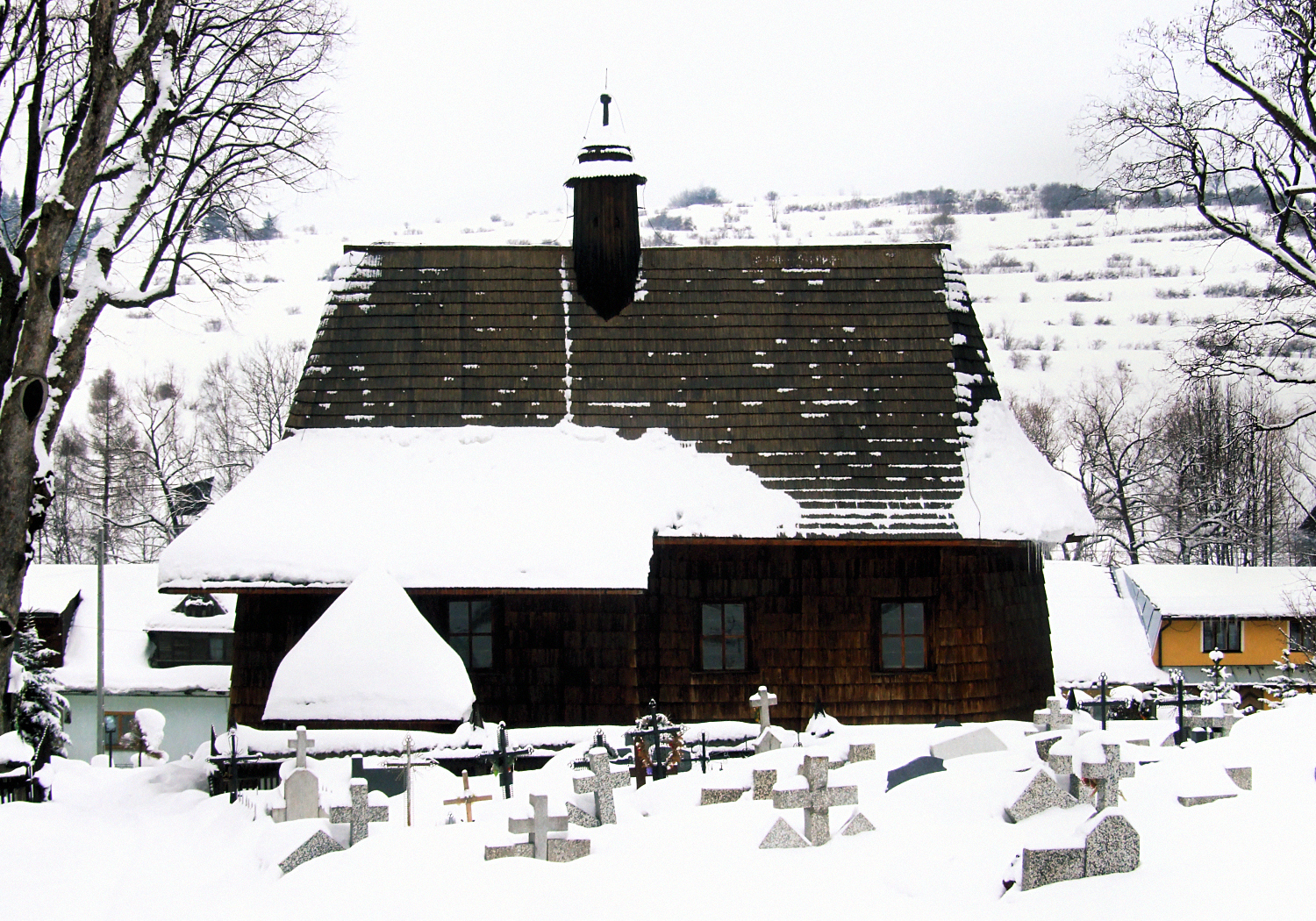
Holzkirche
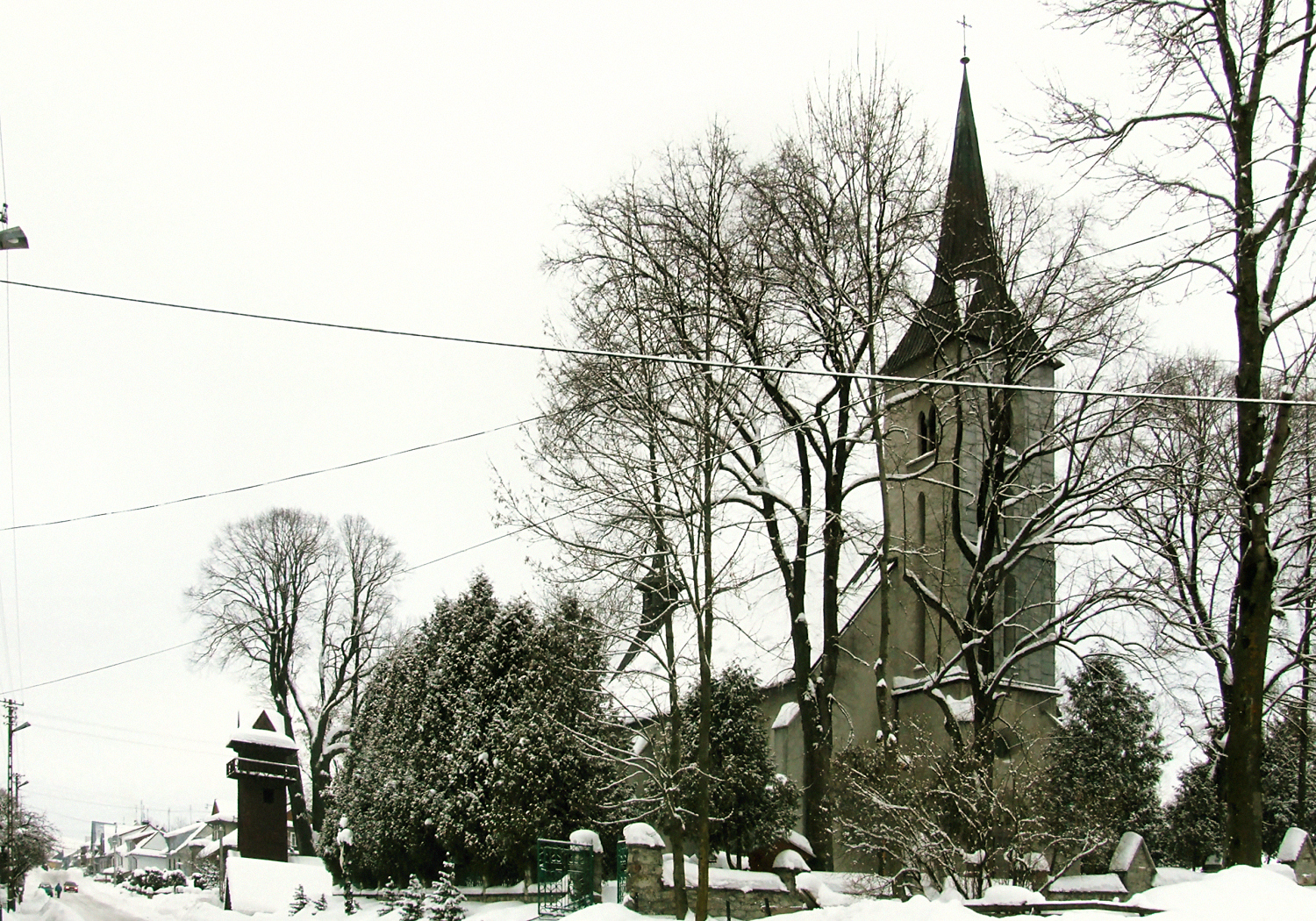
Neue Kirche

## Persönlichkeiten
- Franz (Ferenc) Dénes (1845–1934), Forscher von Tatra und Pieninen[5]